# Sue Forbes
Susan Daphne „Sue“ Forbes (* 25. Juli 1961 in Anchorage) ist eine ehemalige US-amerikanische Skilangläuferin. 
Forbes gewann in der Saison 1984/85 den Seawolf Triathlon in Alaska und machte 1992 in Dartmouth einen Abschluss in Mathematik und Naturwissenschaften. Danach arbeitete sie an der University of Alaska. Bei ihrer einzigen Olympiateilnahme im Februar 1992 in Albertville lief sie auf den 41. Platz über 15 km klassisch.